# World Poker Tour Saison 14
La saison 14 du World Poker Tour (WPT) est un tournoi de poker qui se tient en 2015 et 2016.

## Résultats

### Canadian Spring Championship
- Casino : Playground Poker Club, Kahnawake, Québec,  Canada[1]
- Prix d'entrée : 3 500 CAD[1]
- Date : Du 1er au 6 mai 2015[1]
- Nombre de joueurs : 370
- Prize Pool : 1 148 480 CAD
- Nombre de places payées : 45

| Place | Nom             | Prix        |
| ----- | --------------- | ----------- |
| 1er   | Sheraz Nasir    | 237 390 CAD |
| 2e    | Lu Zhang        | 166 402 CAD |
| 3e    | Levi Stevens    | 106 820 CAD |
| 4e    | Gary Lucci      | 79 130 CAD  |
| 5e    | Trevor Delaney  | 59 340 CAD  |
| 6e    | Dylan Wilkerson | 47 470 CAD  |

### WPT Amsterdam
- Casino : Holland Casino, Amsterdam,  Pays-Bas[2]
- Prix d'entrée : 3 300 €[2]
- Date : Du 11 au 16 mai 2015[2]
- Nombre de joueurs : 341
- Prize Pool : 992 310 €
- Nombre de places payées : 45

| Place | Nom                   | Prix      |
| ----- | --------------------- | --------- |
| 1er   | Farid Yachou          | 201 000 € |
| 2e    | Steve Warburton       | 150 000 € |
| 3e    | Kees van Brugge       | 90 000 €  |
| 4e    | Fredrik Andersson     | 68 000 €  |
| 5e    | Joep van den Bijgaart | 51 000 €  |
| 6e    | Jason Wheeler         | 41 260 €  |

### WPT Choctaw
- Casino : Choctaw Casino Resort, Durant, Oklahoma,  États-Unis[3]
- Prix d'entrée : 3 700 $[3]
- Date : Du 31 juillet au 4 août 2015[3]
- Nombre de joueurs : 1 175
- Prize Pool : 3 973 725 $
- Nombre de places payées : 145

| Place | Nom               | Prix      |
| ----- | ----------------- | --------- |
| 1er   | Jason Brin        | 667 575 $ |
| 2e    | Yung Hwang        | 468 105 $ |
| 3e    | Darren Elias      | 303 593 $ |
| 4e    | Jake Schindler    | 224 913 $ |
| 5e    | Cosima Greco      | 167 691 $ |
| 6e    | Alexander Lynskey | 135 504 $ |

### Legends of Poker
- Casino : Bicycle Casino, Los Angeles,  États-Unis[4]
- Prix d'entrée : 3 700 $[4]
- Date : 29 août 2015[4]
- Nombre de joueurs : 786
- Prize Pool : 2 630 349 $
- Nombre de places payées : 72

| Place | Nom            | Prix      |
| ----- | -------------- | --------- |
| 1er   | Mike Shariati  | 675 942 $ |
| 2e    | Kassem Deeb    | 383 090 $ |
| 3e    | Brent Roberts  | 251 035 $ |
| 4e    | Aaron Kweskin  | 168 664 $ |
| 5e    | Stan Jablonski | 117 673 $ |
| 6e    | Craig Chait    | 91 523 $  |

### WPT Borgata Poker Open
- Casino : Borgata Hotel Casino & Spa, Atlantic City,  États-Unis[5]
- Prix d'entrée : 3 500 $[5]
- Date : Du 20 au 25 septembre 2015[5]
- Nombre de joueurs : 1 027
- Prize Pool : 3 287 427 $
- Nombre de places payées : 100

| Place | Nom              | Prix      |
| ----- | ---------------- | --------- |
| 1er   | David Paredes    | 723 227 $ |
| 2e    | James Gilbert    | 434 598 $ |
| 3e    | Joe Kuether      | 262 994 $ |
| 4e    | Maurice Hawkins  | 220 258 $ |
| 5e    | Jerry Payne      | 180 808 $ |
| 6e    | Roman Valerstein | 146 291 $ |

### WPT Maryland Live
- Casino : Maryland Live Casino, Hanover (Maryland), Maryland,  États-Unis[6]
- Prix d'entrée : 3 500 $[6]
- Date : Du 25 au 29 septembre 2015[6]
- Nombre de joueurs : 337
- Prize Pool : 1 063 000 $
- Nombre de places payées : 36

| Place | Nom                 | Prix      |
| ----- | ------------------- | --------- |
| 1er   | Aaron Mermelstein   | 250 222 $ |
| 2e    | Xin Wang            | 164 765 $ |
| 3e    | Andjelko Andrejevic | 105 981 $ |
| 4e    | Gergory Merson      | 78 449 $  |
| 5e    | Cate Hall           | 58 589 $  |
| 6e    | Ken Holmes          | 47 091 $  |

### WPT Emperors Palace Poker Classic
- Casino : Emperors Palace Hotel Casino Convention Entertainment Resort, Johannesburg,  Afrique du Sud[7]
- Prix d'entrée : 36 000 ZAR[7]
- Date : Du 23 octobre au 1er novembre 2015[7]
- Nombre de joueurs : 135
- Prize Pool : 4 312 260 ZAR
- Nombre de places payées : 15

| Place | Nom           | Prix          |
| ----- | ------------- | ------------- |
| 1er   | Ben Cadde     | 1 382 000 ZAR |
| 2e    | Mark Lifman   | 797 299 ZAR   |
| 3e    | Aaron Overton | 517 100 ZAR   |
| 4e    | Nipun Java    | 355 510 ZAR   |
| 5e    | Diana Svensk  | 273 640 ZAR   |
| 6e    | Dean Doucha   | 213 310 ZAR   |

### WPT Nottingham
- Casino : Dusk Till Dawn, Nottingham,  Angleterre[8]
- Prix d'entrée : 36 000 £[8]
- Date : Du 3 au 8 novembre 2015[8]
- Nombre de joueurs : 450
- Prize Pool : 980 400 £
- Nombre de places payées : 54

| Place | Nom               | Prix      |
| ----- | ----------------- | --------- |
| 1er   | Iaron Lightbourne | 200 000 £ |
| 2e    | Craig McCorkell   | 140 000 £ |
| 3e    | Fraser Bellamy    | 90 000 £  |
| 4e    | Andrew Seden      | 65 000 £  |
| 5e    | Russell Betts     | 50 000 £  |
| 6e    | Chi Zhang         | 40 000 £  |

### WPT Bounty Scramble
- Casino : bestbet Jacksonville, Jacksonville, Floride,  États-Unis[9]
- Prix d'entrée : 5 000 $[9]
- Date : Du 6 au 10 novembre 2015[9]
- Nombre de joueurs : 412
- Prize Pool : 1 915 800 £
- Nombre de places payées : 53

| Place | Nom             | Prix      |
| ----- | --------------- | --------- |
| 1er   | Tyler Patterson | 375 270 $ |
| 2e    | Benjamin Zamani | 252 267 $ |
| 3e    | Stan Jablonski  | 162 210 $ |
| 4e    | Marvin Karlins  | 119 957 $ |
| 5e    | Ryan Dunn       | 90 057 $  |
| 6e    | Jake Schwartz   | 72 153 $  |

### WPT Montréal
- Casino : Playground Poker Club, Kahnawake,  Canada[10]
- Prix d'entrée : 3 850 CAD[10]
- Date : Du 13 au 19 novembre 2015[10]
- Nombre de joueurs : 697
- Prize Pool : 2 366 315 CAD
- Nombre de places payées : 81

| Place | Nom               | Prix        |
| ----- | ----------------- | ----------- |
| 1er   | Jared Mahoney     | 453 122 CAD |
| 2e    | Darryll Fish      | 304 343 CAD |
| 3e    | Rainer Kempe      | 195 940 CAD |
| 4e    | Brian Altman      | 144 780 CAD |
| 5e    | Carter Swidler    | 108 410 CAD |
| 6e    | Alexander Gambino | 87 520 CAD  |

### WPT Prague
- Casino : Corinthia Towers Hotel, Prague,  République tchèque[11]
- Prix d'entrée : 3 300 €[11]
- Date : Du 1er au 6 décembre 2015[11]
- Nombre de joueurs : 256
- Prize Pool : 730 340 €
- Nombre de places payées : 27

| Place | Nom                  | Prix      |
| ----- | -------------------- | --------- |
| 1er   | Javier Gómez         | 175 000 € |
| 2e    | Pavel Plesuv         | 120 000 € |
| 3e    | Fahredin Mustafov    | 77 500 €  |
| 4e    | Pedro Marques        | 57 400 €  |
| 5e    | Abdelkader Benhalima | 43 000 €  |
| 6e    | Henrik Hecklen       | 34 100 €  |

### Five Diamond World Poker Classic
- Casino : Bellagio, Las Vegas,  États-Unis[12]
- Prix d'entrée : 10 400 $[12]
- Date : Du 14 au 19 décembre 2015[12]
- Nombre de joueurs : 639
- Prize Pool : 6 198 300 $
- Nombre de places payées : 63

| Place | Nom              | Prix        |
| ----- | ---------------- | ----------- |
| 1er   | Kevin Eyster     | 1 587 382 $ |
| 2e    | William Jennings | 929 745 $   |
| 3e    | Benjamin Yu      | 607 433 $   |
| 4e    | Jake Schwartz    | 412 187 $   |
| 5e    | Cate Hall        | 291 320 $   |
| 6e    | Edward Ochana    | 226 238 $   |

### WPT Borgata Winter Poker Open
- Casino : Borgata, Atlantic City,  États-Unis[13]
- Prix d'entrée : 3 500 $[13]
- Date : Du 31 janvier au 5 février 2016[13]
- Nombre de joueurs : 1 171
- Prize Pool : 3 748 371 $
- Nombre de places payées : 110

| Place | Nom                 | Prix      |
| ----- | ------------------- | --------- |
| 1er   | Christopher Leong   | 816 246 $ |
| 2e    | Rafael Yaraliyev    | 487 288 $ |
| 3e    | Liam He             | 297 995 $ |
| 4e    | Joe McKeehen        | 249 267 $ |
| 5e    | Yevgeniy Timoshenko | 206 160 $ |
| 6e    | Matthew Wantman     | 166 803 $ |

### WPT Fallsview Poker Classic
- Casino : Niagara Fallsview Casino Resort, Niagara Falls,  Canada[14]
- Prix d'entrée : 5 000 CAD[14]
- Date : Du 21 au 24 février 2016[14]
- Nombre de joueurs : 423
- Prize Pool : 1 385 960 CAD
- Nombre de places payées : 54

| Place | Nom               | Prix        |
| ----- | ----------------- | ----------- |
| 1er   | David Ormsby      | 278 537 CAD |
| 2e    | Robert Forbes     | 195 267 CAD |
| 3e    | Derek Verrian     | 125 553 CAD |
| 4e    | Mike Bui          | 92 840 CAD  |
| 5e    | Soren Turkewitsch | 69 699 CAD  |
| 6e    | Thomas Archer     | 55 843 CAD  |

### WPT LA Poker Classic
- Casino : Commerce Casino, Los Angeles,  États-Unis[15]
- Prix d'entrée : 10 000 $[15]
- Date : Du 27 février au 3 mars 2016[15]
- Nombre de joueurs : 515
- Prize Pool : 4 944 000 $
- Nombre de places payées : 63

| Place | Nom              | Prix        |
| ----- | ---------------- | ----------- |
| 1er   | Dietrich Fast    | 1 000 800 $ |
| 2e    | Mike Shariati    | 656 540 $   |
| 3e    | Alex Keating     | 423 890 $   |
| 4e    | Sam Soverel      | 316 440 $   |
| 5e    | Farid Jattin     | 238 070 $   |
| 6e    | Anthony Spinella | 191 250 $   |

### WPT Bay 101
- Casino : Bay 101, San Jose,  États-Unis[16]
- Prix d'entrée : 7 500 $[16]
- Date : Du 7 au 11 mars 2016[16]
- Nombre de joueurs : 753
- Prize Pool : 5 138 800 $
- Nombre de places payées : 72

| Place | Nom                 | Prix        |
| ----- | ------------------- | ----------- |
| 1er   | Stefan Schillhabel  | 1 298 000 $ |
| 2e    | Adam Geyer          | 752 800 $   |
| 3e    | Bryan Piccioli      | 493 350 $   |
| 4e    | Andjelko Andrejevic | 334 500 $   |
| 5e    | Griffin Paul        | 231 310 $   |
| 6e    | Maria Ho            | 179 930 $   |

### WPT Rolling Thunder
- Casino : Thunder Valley Casino Resort, Lincoln,  États-Unis[17]
- Prix d'entrée : 3 500 $[17]
- Date : Du 12 au 16 mars 2016[17]
- Nombre de joueurs : 409
- Prize Pool : 1 308 800 $
- Nombre de places payées : 46

| Place | Nom              | Prix      |
| ----- | ---------------- | --------- |
| 1er   | Harrison Gimbel  | 275 112 $ |
| 2e    | Mohsin Charania  | 192 132 $ |
| 3e    | Russell Garrett  | 123 682 $ |
| 4e    | Markus Gonsalves | 91 616 $  |
| 5e    | Hafiz Khan       | 68 712 $  |
| 6e    | Derek Wolters    | 54 970 $  |

### WPT Vienne
- Casino : Montesino Pokertainment Centre, Vienne,  Autriche[18]
- Prix d'entrée : 3 300 €[18]
- Date : Du 15 au 20 mars 2016[18]
- Nombre de joueurs : 215 (+ 19)
- Prize Pool : 680 940 €
- Nombre de places payées : 27

| Place | Nom                   | Prix      |
| ----- | --------------------- | --------- |
| 1er   | Vlad Darie            | 157 000 € |
| 2e    | Zoltan Gal            | 109 340 € |
| 3e    | Matthew Davenport     | 70 800 €  |
| 4e    | Dietrich Fast         | 52 450 €  |
| 5e    | Dominik Bosnjak       | 39 360 €  |
| 6e    | Georgios Zisimopoulos | 31 500 €  |

### WPT Seminole Hard Rock Poker Showdown
- Casino : Seminole Hard Rock Hotel & Casino, Hollywood, Floride,  États-Unis[19]
- Prix d'entrée : 3 500 $[19]
- Date : Du 15 au 20 avril 2016[19]
- Nombre de joueurs : 1 222
- Prize Pool : 3 910 400 $
- Nombre de places payées : 153

| Place | Nom           | Prix      |
| ----- | ------------- | --------- |
| 1er   | Justin Young  | 669 161 $ |
| 2e    | Garrett Greer | 458 722 $ |
| 3e    | Hyoung Chae   | 297 336 $ |
| 4e    | Matt Haugen   | 220 207 $ |
| 5e    | Tim Reilly    | 164 113 $ |
| 6e    | Ben Tarzia    | 132 560 $ |

### WPT Seminole Hard Rock Finale
- Casino : Seminole Hard Rock Hotel & Casino, Hollywood, Floride,  États-Unis[20]
- Prix d'entrée : 10 000 $[20]
- Date : Du 17 au 21 avril 2016[20]
- Nombre de joueurs : 342
- Prize Pool : 3 249 000 $
- Nombre de places payées : 43

| Place | Nom             | Prix      |
| ----- | --------------- | --------- |
| 1er   | Chino Rheem     | 705 885 $ |
| 2e    | Aditya Prasetyo | 484 130 $ |
| 3e    | Richard Leger   | 311 305 $ |
| 4e    | Adrián Mateos   | 200 510 $ |
| 5e    | William Benson  | 154 585 $ |
| 6e    | Bryan Piccioli  | 127 905 $ |

### WPT Tournament of Champions
- Casino : Seminole Hard Rock Hotel & Casino, Hollywood, Floride,  États-Unis[21]
- Prix d'entrée : 15 000 $[21]
- Date : Du 22 au 24 avril 2016[21]
- Nombre de joueurs : 64
- Prize Pool : 1 060 000 $
- Nombre de places payées : 8

| Place | Nom              | Prix      |
| ----- | ---------------- | --------- |
| 1er   | Farid Yachou     | 381 600 $ |
| 2e    | Vlad Darie       | 224 190 $ |
| 3e    | Michael Mizrachi | 140 450 $ |
| 4e    | Jonathan Jaffe   | 95 400 $  |
| 5e    | Noah Schwartz    | 74 200 $  |
| 6e    | Darren Elias     | 58 300 $  |